# لوكاس فيرنانديز (لاعب كرة قدم برازيلي)
لوكاس فيرنانديز (بالبرتغالية: Lucas Fernandes‏) (24 أبريل 1994 في البرازيل - ) هو لاعب كرة قدم برازيلي في مركز الهجوم. لعب مع أتلتيكو باراناينسي.

## وصلات خارجية
- لوكاس فيرنانديز على موقع رابطة كرة القدم اليابانية للمحترفين (اليابانية)
- لوكاس فيرنانديز على موقع قاعدة بيانات كرة القدم.إي يو (الإنجليزية)
- لوكاس فيرنانديز على موقع قاعدة بيانات كرة القدم.إي يو (الإنجليزية)
- لوكاس فيرنانديز على موقع Soccerway.com (الإنجليزية)
- لوكاس فيرنانديز على موقع عالم كرة القدم.نت (الإنجليزية)